# Hate It or Love It
Hate It or Love It é o segundo single do rapper The Game para seu álbum de estreia, The Documentary. A música contém a participação especial de 50 Cent.
A canção alcançou a primeira posição na Billboard Hot 100.  Foi ranqueada em segundo lugar no Hot R&B/Hip-Hop Songs. O single utiliza samples de "Rubber Band", de The Trammps. A canção tem um remix onde todos os integrantes da G-Unit participam e foi incluída no álbum The Massacre, de 50 Cent.

## Remixes
"Hate It or Love It (G-Unit Remix)" (featuring 50 Cent, Tony Yayo, Young Buck & Lloyd Banks)

## Paradas musicais
| Parada (2005)                              | Posição topo |
| ------------------------------------------ | ------------ |
| Billboard Hot 100                          | 2            |
| Billboard Hot R&B/Hip-Hop Singles & Tracks | 1            |
| Billboard Hot Rap Tracks                   | 1            |
| Billboard Pop 100                          | 9            |
| UK Singles Chart                           | 4            |
| German Singles Chart                       | 14           |
| Irish Singles Chart                        | 5            |
| Australian Singles Chart                   | 23           |